# Waleriusz z Trewiru
Waleriusz (Walery) z Trewiru, łac. Valerius – drugi biskup Trewiru, święty Kościoła katolickiego.
Działał prawdopodobnie pod koniec III wieku. Po 300 roku urząd objął kolejny biskup Maternus.
Waleriusz zmarł 29 stycznia nieznanego roku. Zachował się po nim napis grobowy z V wieku, jak i pierwszego biskupa Eucheriusza. Sarkofag świętych znajduje się w benedyktyńskim klasztorze św. Macieja w Trewirze (niem. Benediktinerabtei St. Matthias in Trier).
Wspomnienie liturgiczne Waleriusza, za martyrologium rzymskim, obchodzone jest 29 stycznia. 
W Limburgu święto trzech pierwszych biskupów Trewiru: Euchariusza, Waleriusza i Maternusa, obchodzone jest 11 września.